# Plectreurys valens
Espèce
Plectreurys valens est une espèce d'araignées aranéomorphes de la famille des Plectreuridae.

## Distribution
Cette espèce est endémique du Mexique. Elle se rencontre en Basse-Californie à Cuesta Blanca et en Basse-Californie du Sud à Puerto Escondido, sur les îles Coronados, San Marcos et Danzante.

## Description
La femelle holotype mesure 12 mm.

## Publication originale
- Chamberlin, 1924 : The spider fauna of the shores and islands of the Gulf of California. Proceedings of the California Academy of Sciences, sér. 4, vol. 12, p. 561-694 (texte intégral).